# قاموس إلكتروني

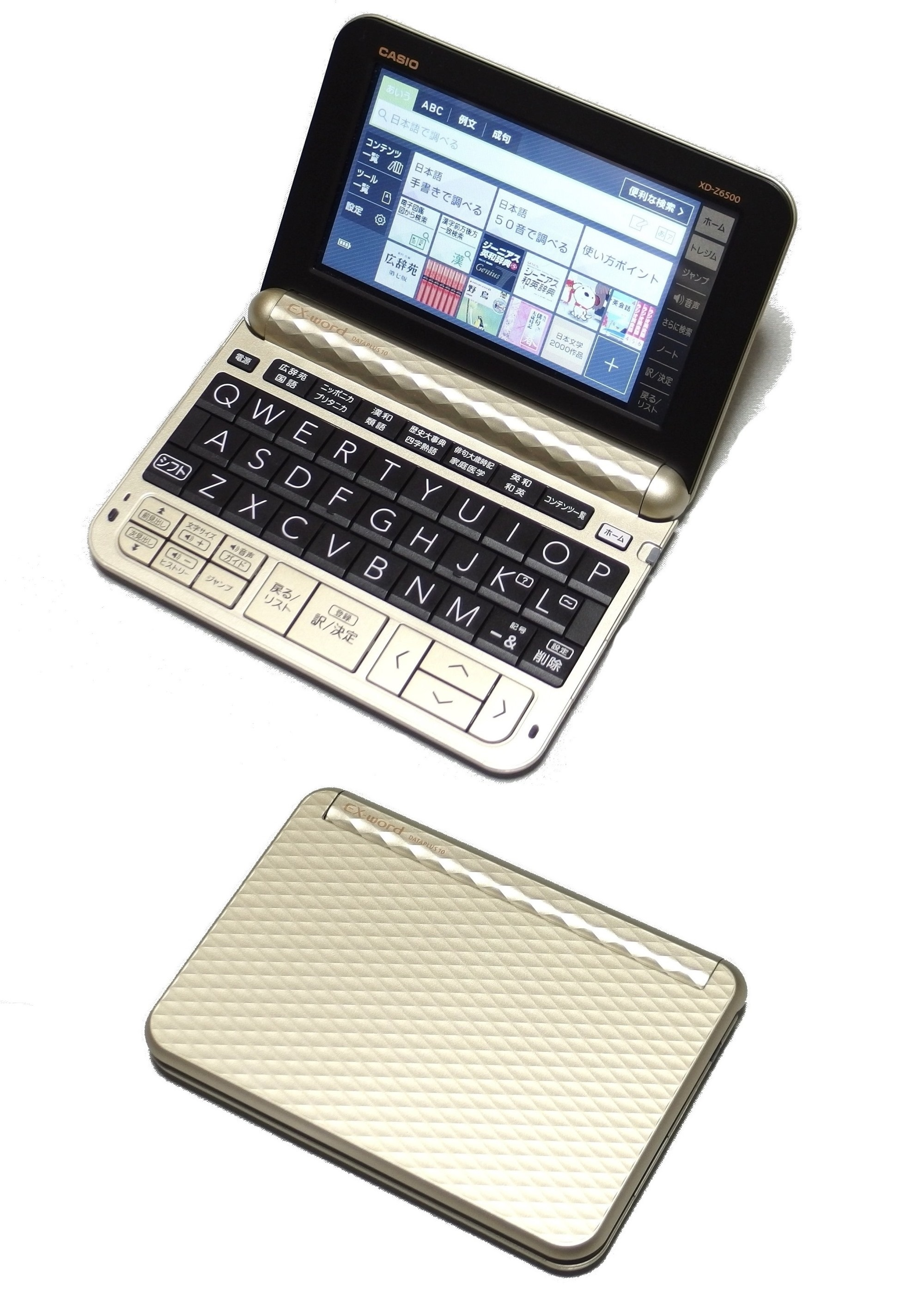
قاموس إلكتروني مِن كاسيو أُصدر في 2018

القَامُوس الإلكْترونِيّ هو جهاز محمول باليد مزوَّد بشاشة عرض ولوحة مفاتيح. أو قد يكون أيضًا برمجيَّة تطبيقيَّة مستخدمة على أجهزة الكمبيوتر الشخصية والمحطات الطرفية المحمولة. أو كخدمة مُتاحة عبر الإنترنت.